# Mirosław Markiewicz
Mirosław Adam Markiewicz (ur. 15 października 1953 w Leśnej, zm. 29 czerwca 2019 w Lubaniu) – polski samorządowiec, wieloletni burmistrz miasta i gminy Leśna.

## Życiorys
Syn Jana i Zofii. Urodził się w Leśnej. W rodzinnym Miłoszowie ukończył szkołę podstawową. W 1978 uzyskał tytuł magistra inżyniera mechanika na Politechnice Świętokrzyskiej w Kielcach. Następnie podjął pracę w Fabryce Samochodów Ciężarowych w Starachowicach, a później pracował między innymi w Zakładach Przemysłu Jedwabniczego "Dolwis" w Leśnej, Państwowym Gospodarstwie Rolnym w Olsztynie, Państwowym Ośrodku Maszynowym w Lubaniu, Dolnośląskich Zakładach Materiałów Biurowych w Nowogrodźcu oraz w ramach rodzinnego gospodarstwa rolnego. W latach 1998–2010 przez trzy kolejne kadencje piastował funkcję burmistrza miasta i gminy Leśna. W czasie wyborów samorządowych w 2010 nie ubiegał się o reelekcję. W latach 2014–2018 ponownie pełnił funkcję burmistrza Leśnej. Zmarł 29 czerwca 2019 w wyniku choroby nowotworowej. 